# قطعنامه ۵۳ شورای امنیت
قطعنامه ۵۳ شورای امنیت سازمان ملل متحد که در تاریخ ۰۷ جولای ۱۹۴۸ تصویب شد، سندی بین‌المللی دربارهٔ مسئلهٔ فلسطین است. این قطعنامه طی نشست ۳۳۱ام با ۸ موافق، ۰ مخالف و ۳ ممتنع تصویب شد.